# Fernando Morientes
Ferdinando Morientes Sánchez (ur. 5 kwietnia 1976 w Cáceres) – hiszpański piłkarz występujący na pozycji napastnika.

## Kariera sportowa
Swoją karierę zaczął w klubie Albacete Balompié, w 1995 przeszedł do Realu Saragossa, a w 1997 trafił do Realu Madryt. W Realu był początkowo czołowym napastnikiem, później jego rola ograniczała się najczęściej do bycia zmiennikiem Brazylijczyka Ronaldo. Miał jednak swój udział w wielu sukcesach madryckiego klubu – mistrzostwie Hiszpanii 2001 i 2003, zdobyciu Superpucharu Hiszpanii 1997 i 2001, triumfach w Lidze Mistrzów 1998, 2000, 2002, zdobyciu Pucharu Interkontynentalnego 1998 i 2002 oraz Superpucharu Europy 2002.
Formalnie zawodnikiem Realu pozostawał do stycznia 2005, ale w 2004 został na rok wypożyczony do francuskiego AS Monaco. Przyczynił się do wyeliminowania przez AS Monaco Realu Madryt z Ligi Mistrzów; strzelił łącznie 9 bramek w edycji 2003/2004 tych rozgrywek. Monaco dotarło do finału, ulegając FC Porto. W styczniu 2005 został zawodnikiem Liverpool F.C. Po roku, który był niezbyt udany dla piłkarza, został sprzedany przez Liverpool i od sezonu 2006/2007 reprezentował barwy hiszpańskiej Valencii CF.
28 lipca 2009 roku przeszedł na zasadzie wolnego transferu z hiszpańskiego klubu do francuskiego Olympique Marsylia. Po jednym sezonie spędzonym w Marsylii rozwiązał kontrakt za porozumieniem stron. 31 sierpnia 2010, w hiszpańskim Radiu Cope, oznajmił zakończenie kariery piłkarskiej.
15 stycznia 2015 roku pojawiła się informacja o wznowieniu piłkarskiej kariery. Napastnik związał się kontraktem z madryckim klubem Deportivo Asociación de
Vecinos Santa Ana.

## Reprezentacja Hiszpanii
Morientes zaliczył 47 występów w reprezentacji Hiszpanii. Brał udział w finałach Mistrzostw Świata w 1998 (strzelił 2 gole) i 2002 (3 gole) oraz finałach Mistrzostw Europy 2004.

## Statystyki
| Klub               | Sezon     | Liga             | Liga             | Puchar Krajowy   | Puchar Krajowy   | Puchar Ligi (Krajowy)   | Puchar Ligi (Krajowy)   | Rozgrywki Kontynentalne | Rozgrywki Kontynentalne | Łącznie | Łącznie |
| Klub               | Sezon     | Mecze            | Gole             | Mecze            | Gole             | Mecze                   | Gole                    | Mecze                   | Gole                    | Mecze   | Gole    |
| Hiszpania          | Hiszpania | Primera División | Primera División | Puchar Hiszpanii | Puchar Hiszpanii | Copa de la Liga         | Copa de la Liga         | Europa                  | Europa                  | Łącznie | Łącznie |
| ------------------ | --------- | ---------------- | ---------------- | ---------------- | ---------------- | ----------------------- | ----------------------- | ----------------------- | ----------------------- | ------- | ------- |
| Albacete Balompié  | 1993/1994 | 2                | 0                |                  |                  | –                       | –                       | 0                       | 0                       | 2       | 0       |
| Albacete Balompié  | 1994/1995 | 20               | 5                |                  |                  | –                       | –                       | 0                       | 0                       | 20      | 5       |
| Real Zaragoza      | 1995/1996 | 29               | 13               |                  |                  | –                       | –                       | 5                       | 2                       | 34      | 15      |
| Real Zaragoza      | 1996/1997 | 37               | 15               |                  |                  | –                       | –                       | 0                       | 0                       | 37      | 15      |
| Real Madryt        | 1997/1998 | 33               | 12               | 2                | 0                | –                       | –                       | 10                      | 4                       | 43      | 16      |
| Real Madryt        | 1998/1999 | 33               | 19               | 5                | 5                | –                       | –                       | 5                       | 0                       | 43      | 24      |
| Real Madryt        | 1999/2000 | 29               | 12               | 1                | 0                | –                       | –                       | 14                      | 6                       | 44      | 18      |
| Real Madryt        | 2000/2001 | 22               | 6                | 1                | 0                | –                       | –                       | 8                       | 4                       | 31      | 10      |
| Real Madryt        | 2001/2002 | 33               | 18               | 5                | 0                | –                       | –                       | 11                      | 3                       | 49      | 21      |
| Real Madryt        | 2002/2003 | 18               | 5                | 2                | 1                | –                       | –                       | 7                       | 0                       | 27      | 6       |
| Real Madryt        | 2003/2004 | 1                | 0                | 0                | 0                | –                       | –                       | 0                       | 0                       | 1       | 0       |
| Francja            | Francja   | Ligue 1          | Ligue 1          | Puchar Francji   | Puchar Francji   | Puchar Ligi Francuskiej | Puchar Ligi Francuskiej | Europa                  | Europa                  | Łącznie | Łącznie |
| AS Monaco          | 2003/2004 | 28               | 10               | 2                | 3                | 0                       | 0                       | 12                      | 9                       | 42      | 22      |
| Hiszpania          | Hiszpania | Primera División | Primera División | Puchar Hiszpanii | Puchar Hiszpanii | Copa de la Liga         | Copa de la Liga         | Europa                  | Europa                  | Łącznie | Łącznie |
| Real Madryt        | 2004/2005 | 13               | 0                | 2                | 1                | –                       | –                       | 6                       | 2                       | 21      | 3       |
| Anglia             | Anglia    | Premier League   | Premier League   | Puchar Anglii    | Puchar Anglii    | Puchar Ligi Angielskiej | Puchar Ligi Angielskiej | Europa                  | Europa                  | Łącznie | Łącznie |
| Liverpool FC       | 2004/2005 | 13               | 3                | 0                | 0                | 2                       | 0                       | 0                       | 0                       | 15      | 3       |
| Liverpool FC       | 2005/2006 | 28               | 5                | 5                | 1                | 1                       | 0                       | 11                      | 3                       | 45      | 9       |
| Hiszpania          | Hiszpania | Primera División | Primera División | Puchar Hiszpanii | Puchar Hiszpanii | Copa de la Liga         | Copa de la Liga         | Europa                  | Europa                  | Łącznie | Łącznie |
| Valencia CF        | 2006/2007 | 24               | 12               | 3                | 0                | –                       | –                       | 9                       | 7                       | 36      | 19      |
| Valencia CF        | 2007/2008 | 22               | 6                | 1                | 1                | –                       | –                       | 8                       | 1                       | 31      | 8       |
| Valencia CF        | 2008/2009 | 11               | 1                | 5                | 2                | –                       | –                       | 5                       | 3                       | 21      | 6       |
| Francja            | Francja   | Ligue 1          | Ligue 1          | Puchar Francji   | Puchar Francji   | Puchar Ligi Francuskiej | Puchar Ligi Francuskiej | Europa                  | Europa                  | Łącznie | Łącznie |
| Olympique Marsylia | 2009/2010 | 12               | 1                | 2                | 0                | 0                       | 0                       | 5                       | 0                       | 19      | 1       |
| Łącznie            | Łącznie   | Liga Krajowa     | Liga Krajowa     | Puchar Krajowy   | Puchar Krajowy   | Puchar Ligi (Krajowy)   | Puchar Ligi (Krajowy)   | Rozgrywki Kontynentalne | Rozgrywki Kontynentalne | Łącznie | Łącznie |
| Hiszpania          | Hiszpania | 336              | 124              | 27               | 11               | –                       | –                       | 88                      | 32                      | 451     | 167     |
| Francja            | Francja   | 40               | 11               | 4                | 3                | 0                       | 0                       | 17                      | 9                       | 61      | 23      |
| Anglia             | Anglia    | 41               | 8                | 5                | 1                | 3                       | 0                       | 11                      | 3                       | 60      | 12      |
| Łącznie            | Łącznie   | 417              | 143              | 36               | 15               | 3                       | 0                       | 116                     | 44                      | 572     | 202     |

Gole dla Reprezentacji
| #  | Data                 | Miasto                                          | Rywal             | Gol na | Wynik | Rozgrywki                                         |
| -- | -------------------- | ----------------------------------------------- | ----------------- | ------ | ----- | ------------------------------------------------- |
| 1  | 25 marca 1998        | Estadio Balaídos, Vigo, Hiszpania               | Szwecja           | 1-0    | 4-0   | Mecz towarzyski                                   |
| 2  | 25 marca 1998        | Estadio Balaídos, Vigo, Hiszpania               | Szwecja           | 2-0    | 4-0   | Mecz towarzyski                                   |
| 3  | 3 czerwca 1998       | El Sardinero, Santander, Hiszpania              | Irlandia Północna | 3-1    | 4-1   | Mecz towarzyski                                   |
| 4  | 3 czerwca 1998       | El Sardinero, Santander, Hiszpania              | Irlandia Północna | 4-1    | 4-1   | Mecz towarzyski                                   |
| 5  | 24 czerwca 1998      | Stade Félix-Bollaert, Lens, Francja             | Bułgaria          | 3-0    | 6-1   | Mistrzostwa Świata w Piłce Nożnej 1998            |
| 6  | 24 czerwca 1998      | Stade Félix-Bollaert, Lens, Francja             | Bułgaria          | 4-1    | 6-1   | Mistrzostwa Świata w Piłce Nożnej 1998            |
| 7  | 5 września 1998      | Antonis Papadopoulos, Larnaca, Cypr             | Cypr              | 2-3    | 2-1   | Mistrzostwa Europy w Piłce Nożnej 2000 Eliminacje |
| 8  | 18 sierpnia 1999     | Stadion Wojska Polskiego, Warszawa, Polska      | Polska            | 1-1    | 2-1   | Mecz towarzyski                                   |
| 9  | 10 października 1999 | Carlos Belmonte, Albacete, Hiszpania            | Izrael            | 2-0    | 3-0   | Mistrzostwa Europy w Piłce Nożnej 2000 Eliminacje |
| 10 | 28 marca 2001        | Estadio Mestalla, Walencja, Hiszpania           | Francja           | 2-0    | 2-1   | Mecz towarzyski                                   |
| 11 | 1 września 2001      | Estadio Mestalla, Walencja, Hiszpania           | Austria           | 2-0    | 4-1   | Mundial 2002 Kwalifikacje                         |
| 12 | 1 września 2001      | Estadio Mestalla, Walencja, Hiszpania           | Austria           | 3-0    | 4-1   | Mundial 2002 Kwalifikacje                         |
| 13 | 13 lutego 2002       | Lluís Companys, Barcelona, Hiszpania            | Portugalia        | 1-1    | 1-1   | Mecz towarzyski                                   |
| 14 | 17 kwietnia 2002     | Windsor Park, Belfast, Irlandia Północna        | Irlandia Północna | 0-5    | 0-5   | Mecz towarzyski                                   |
| 15 | 7 czerwca 2002       | Jeonju Castle, Jeonju, Korea Południowa         | Paragwaj          | 1-1    | 3-1   | Mistrzostwa Świata w Piłce Nożnej 2002            |
| 16 | 7 czerwca 2002       | Jeonju Castle, Jeonju, Korea Południowa         | Paragwaj          | 2-1    | 3-1   | Mistrzostwa Świata w Piłce Nożnej 2002            |
| 17 | 10 czerwca 2002      | Suwon Big Bird Stadium, Suwon, Korea Południowa | Irlandia          | 1-0    | 1-1   | Mistrzostwa Świata w Piłce Nożnej 2002            |
| 18 | 30 kwietnia 2003     | Vicente Calderón, Madryt, Hiszpania             | Ekwador           | 2 -0   | 4-0   | Mecz towarzyski                                   |
| 19 | 30 kwietnia 2003     | Vicente Calderón, Madryt, Hiszpania             | Ekwador           | 3 -0   | 4-0   | Mecz towarzyski                                   |
| 20 | 30 kwietnia 2003     | Vicente Calderón, Madryt, Hiszpania             | Ekwador           | 4 -0   | 4-0   | Mecz towarzyski                                   |
| 21 | 31 marca 2004        | El Molinón, Gijón, Hiszpania                    | Dania             | 1-0    | 2-0   | Mecz towarzyski                                   |
| 22 | 5 czerwca 2004       | Coliseum Alfonso Pérez, Getafe, Hiszpania       | Andora            | 1-0    | 4-0   | Mecz towarzyski                                   |
| 23 | 16 czerwca 2004      | Estádio do Bessa, Porto, Portugalia             | Grecja            | 0-1    | 1-1   | Mistrzostwa Europy 2004                           |
| 24 | 18 sierpnia 2004     | Estadio Gran Canaria, Las Palmas, Hiszpania     | Wenezuela         | 1-0    | 3-2   | Mecz towarzyski                                   |
| 25 | 3 września 2005      | El Sardinero, Santander, Hiszpania              | Kanada            | 2-0    | 2-1   | Mecz towarzyski                                   |
| 26 | 12 listopada 2005    | Vicente Calderón, Madryt, Hiszpania             | Słowacja          | 5-1    | 5-1   | Mistrzostwa Świata 2006 Kwalifikacje              |
| 27 | 24 marca 2007        | Santiago Bernabéu, Madryt, Hiszpania            | Dania             | 1-0    | 2-0   | Mistrzostwa Europy 2008 Kwalifikacja              |